# Código de tiempo
El código de tiempo (TC por sus siglas en inglés) es una información que se utiliza en la grabación y edición en vídeo. Son varios tipos de códigos que permiten controlar, mediante un reloj, la ubicación en el tiempo de la cinta de cada fotograma y así tenerlo localizado para visionar, editar, para conocer duraciones, datos de información del usuario, etc.
El origen del código de tiempo está en el cine, con el llamado pietaje, que no es más que la organización y ubicación del material en la película según su longitud en pies y fotogramas. Esto permite un minutado de la película para identificar la localización de cada fotograma.
En el vídeo el código de tiempo es escrito por el cabezal del magnetoscopio. Es parte de la información que se graba, además de vídeo, audio y sincronismos. Las cintas vírgenes carecen de código de tiempo y sincronismos, por lo que la primera operación a realizar es un pistado, en el que se graba barras de color y tono de 1KHz y un negro a continuación (respecto a vídeo y audio) y LTC y track (respecto a sincronismos). De este modo un magnetoscopio tiene espacio para realizar un pre anuncio e información previa para continuar grabando datos.
El código de tiempo tiene normalmente 8 dígitos. su forma es 00:00:00:00, que corresponde a horas:minutos:segundos:frames. En el U-BIT se usan los mismos espacios para introducir el texto deseado.
Hay cuatro tipos de código de tiempo, aunque su uso o no depende del formato de vídeo:
1. CTL: El CTL es un tipo de TC que se coordina con la pista de sincronismos o control track, que es una pista longitudinal. Es la señal del cabezal que escribe cuando se realiza una primera edición o una edición a lo bruto. En sí es la información que graba el motor para ser leída en cualquier reproducción y que sepa la velocidad a la que éste debe girar. Sirve por tanto para mantener la sincronía en la lectura. El magnetoscopio puede leer esta información y mostrarla al operador como un cuentavueltas y dar una lectura en pantalla. Sin embargo, el CTL no graba una numeración exacta, sino que el equipo lo pone a cero cada vez que se inserta una nueva cinta o se pone a cero el contador. Es el código de tiempo que muestra cualquier equipo doméstico y no es usado para la edición (salvo saltos en LTC/VITC).
2. LTC: El LTC es un TC que se graba formalmente en cinta en la pista de código de tiempos. El operador al pistar la cinta selecciona un código de tiempo (por ejemplo, 00:00:00:00) al principio de cinta y a partir de ahí correrá el contador. Esto sólo se puede hacer en un grabador, puesto que se están introduciendo datos. El LTC es un código de tiempo longitudinal, por lo que tendrá problemas con velocidad variable (ya que el vídeo se graba en vertical). Es el usado normalmente en la edición o para cualquier uso como minutado, puesto que no se resetea al sacar la cinta del equipo, permanece en cinta sin modificaciones salvo que se haga expresamente. Una grabación o edición incorrecta dará lugar a saltos de código, que suele provocar que la máquina no encuentre correctamente las entradas o salidas asignadas.
3. VITC: El VITC es similar al LTC, pero se graba en vertical, junto a la información de las pistas de vídeo. Esto hace que al utilizar velocidad variable o dynamic tracking se pueda seguir usando, por lo que en ciertas ocasiones sustituye al LTC. Pero al pistarse la cinta la información es exactamente la misma que el LTC, simplemente es una segunda ubicación de reserva para postproducción.
4. U-BIT: El U-BIT es un código de usuario que no es necesario, pero se utiliza en ocasiones para incluir información con caracteres alfanúmericos e identificar la cinta. Se introduce en un equipo grabador.

Con la incorporación de otros soportes además de la cinta, como el disco duro, las tarjetas de memoria de estado sólido y los discos ópticos, y otros equipos de edición además de los magnetoscopios, como los ordenadores, el TC se ha simplificado. Lo que permanece es el LTC/VITC, conocidos más genéricamente como TC, y acompaña a los archivos de vídeo como información de metadato en formatos como, por ejemplo, los OMF.
- Datos: Q719713